# Palombara Sabina
Palombara Sabina és una comune italiana de la regió del Laci, província de Roma, amb 10.639 habitants. S'estén per una àrea de 75 km², tenint una densitat de població de 142 hab/km². Limita amb Guidonia Montecelio, Mentana, Monteflavio, Montelibretti, Monterotondo, Moricone, San Polo dei Cavalieri i Sant'Angelo Romano.